# Kijotaka Macui
Kijotaka Macui (japonsko 松井 清隆), japonski nogometaš, * 4. januar 1961.
Za japonsko reprezentanco je odigral 15 uradnih tekem.